# Стоян Митов (инженер)
Вижте пояснителната страница за други личности с името Стоян Митов.
Стоян Георгиев Митов е български строителен инженер и офицер, поручик.

## Биография
Роден е на 5 ноември 1891 г. в София. Баща му, генерал Георги Митов, произхожда от самоковската фамилия хаджи Митови, а майка му е Люба Цокова Каблешкова от Копривщица. Основното си образование завършва в Казанлък. Първите два класа на гимназията завършва Педагогическото училище в Казанлък. След това постъпва в Военното училище, което завършва в 1908 г. През 1910 г. завършва специален клас с чин подпоручик. В същата година заминава да учи строително инженерство във Висшето политехническо училище в Дрезден. Участва в Балканската война като офицер в Четвърти артилерийски полк във всички боеве с Първа Софийска дивизия при Селиолу, Люле Бургас, Чаталджа и Пирот. Удостоен е с орден и е произведен е в чин поручик за отличие. В 1913 г. заминава за Дрезден, за да завърши образованието си. През септември 1915 г. се обявява обща мобилизация и прекъсва образованието си за втори път. По време на Първата световна война участва в боевете в Сърбия, Добруджа – Тутракан, Силистра и Черна вода, преминаването на река Дунав при Свищов, Румъния – през Букурещ, Браила до Серет, и Битолския фронт в Македония. Заедно с Първа пехотна Софийска дивизия попада в плен на французите. През декември 1918 г. се завръща в България. Удостен е с орден „За храброст“, германски Железен кръст и други ордени. От 3 февруари 1919 г. до януари 1920 г. е чертожник, строителен техник и оператор в Главна дирекция за изучаване и постройка на нови железопътни линии. Заминава отново за Дрезден, където полага последният си изпит и от 12 май 1920 г. е инженер. След завръщането си в България постъпва отново в Главна дирекция за изучаване и постройка на нови железопътни линии. Там преминава всички длъжности – от чертожник до главен директор на строежите.
През 1920 г. Главната дирекция за изучаване и постройка на нови железопътни линии получава заповед от министър-председателя Александър Стамболийски да проучи и построи линията Септември – Велинград – Гоце Делчев. Трудният, скалист и опасен терен в пролома на Чепинска река принуждава двамата инженери, които са натоварени с тази задача, да откажат да отидат с бригадите си и подават оставки. Инж. Митов заедно с войници, тъй като работниците също не се съгласяват да участват, през есента на 1920 г. извършват предварителен, а през пролетта на 1921 г. и окончателен пикатаж на най-трудните части в пролома. Своевременно са изготвени и всички необходими планове за строежа на железопътната линия. Предлага на ръководството на Главната дирекция да бъде положена линия с междурелсие 1000 mm, а не 760 mm. Но предложението е отхвърлено. След като е завършена тази дейност, взема участие в установяването на трасето и изготвяне на снимката на жп линията Хасково – Кърджали в средната ѝ част, както и с вододелния тунел и трасирането на линията Левски – Ловеч.
През декември 1921 г. по собствено желание отива по строежа на линията Септември – Велинград, която се строи по стопански начин. По тази жп линия работи в продължение на осем години, когато е пусната в редовна експлоатация частта до 52 km. Всички планове са изработвани на място самостоятелно. Помагат му единствено трима техници и шест надзирателя. През 1927 – 1928 г. получава предложение да участва в строежа на Рилския водопровод и техническото бюро „Фингов и Ничев“, което му предлага 30 000 лв. месечна заплата, но предпочита да остане да работи в областта на жп строителството. След завършване на линията Септември – Велинград е преместен в София, където ръководи техническото бюро. През 1934 г. му е поверена службата, която отговаря за постройката на всички нови жп линии в България.
Под негово ръководство са изучени или построени жп линиите Септември – Велинград – Банско, Дупница – Благоевград – Симитли – Кулата, Макоцево – Сопот – Карлово – Казанлък, Шумен – Карнобат, Бургас – Поморие, Околовръстната железопътна линия на София и др.
По време като ръководител на службата за постройка на новите жп линии прави няколко нововъведения: премахнати са всички открити водостоци и железни мостове, като са заменени с каменни и бетонни; въвежда триставните масивни мостове, реперите по жп линиите, сгъстяване на траверсите и увеличаване на дебелината на баласта.
На 11 ноември 1940 г. е назначен за Главен директор на строежите. На този пост остава до 30 април 1942 г., когато е уволнен за противоречие с министъра на обществените сгради, пътищата и благоустройството Димитър Василев – несъгласие за намеса на германските войски в строежа на пътища с трайна настилка, битумни пътища, язовир „Росица“ и 4 нови жп линии. На 11 октомври 1941 г., след откриване на жп линията Шумен – Карнобат, инж. Митов дава на вестниците за отпечатване и огласяването по Радио София на всички технически данни характеризиращи жп линията – наклони, завои, брой и дължина на тунелите и мостовете. От Щаба на войската сезират прокурора на Пловдивския военно-полеви съд за шпионство по непредпазливост. От 6 декември 1940 г. е назначен и за завеждащ отдел „Нови жп линии“.
След наводнението във Видин на 4 март 1942 г., между инж. Митов и инж. Старцев – директор по възстановяването на Видин, е сключен договор за построяване на 60 двустайни жилища.
На 5 март 1945 г., като Директор на строежите в Министерство на благоустройството и обществените сгради, заедно с други ръководни лица от същото министерство, му е повдигнато обвинение от Десети върховен състав на „Народния съд“ за сключването на договор с германската компания „Тод“ за изграждане на 1200 km пътища с трайна настилка и сключването на неприемливи договори с германски и български фирми за изграждане на битумни пътища, язовир „Росица“ и вододелните тунели Гюешево – Куманово. Негови защитници са адвокатите Теодоси Кънчев и Емил Казасов. На 29 април 1945 г., при произнасяне на присъдата, е признат за невиновен при изпълнение на служебното си задължение след 1 януари 1941 г.
През януари 1948 г. е поканен да заеме длъжността Главен директор на Софийското строително обединение. На него са възложени всички строежи на пътища, язовири, военни и индустриални съоръжения в Софийска и Благоевградска област. Извършва и основно проучване, с оглед реализиране на икономии и рационализиране на няколко обекта в София – новата телефонна палата, постройка за глухонеми при Бояна и скривалището в Държавната библиотека.
Умира през 1971 г. в София. Погребан е в Централните софийски гробища.
Личният му архив се съхранява във фонд 1327К в Централен държавен архив. Той се състои от 49 архивни единици от периода 1908 – 1971 г.
От 13 декември 2020 г. спирка по теснолинейката Септември – Добринище носи неговото име. Спирка Стоян Митов се намира между спирка Света Петка и гара Аврамово.

## Отличия и награди
На 18 април 1934 г. е удостоен с орден „За храброст“ IV степен и е избран за член на Обществото на кавалерите на ордена за храброст.
На 13 юни 1967 г. е удостоен със званието почетен железничар, като става един от първите носители на отличието.